# インチョン!
『インチョン!』（Inchon!）は、アメリカ合衆国で1981年に公開された朝鮮戦争を題材にした映画である。タイトルは国連軍の仁川上陸作戦にちなんでいる。

## 概要
キャストにはローレンス・オリヴィエ、三船敏郎ら大スターが名を連ねたほか、監督にテレンス・ヤング、音楽にジェリー・ゴールドスミスら一流のスタッフを迎え、制作費に約4600万ドルと5年の製作期間をかけた超大作であったが、映画評論家からは酷評され、また興行的にも不振を極め、興業収入はわずか350万ドルしか得られず、約4410万ドル（約110億円）という、当時世界最悪の赤字を出した映画でもある。
この映画にはアメリカ国防総省が1500人の軍人をエキストラとして出演させるなど協力したが、韓国側の財政的支援者に統一教会の文鮮明がおり、特別アドバイザー（映画の立案・企画など）として関与していたために、映画と宗教団体が深く関係しているおそれがあるとして、後に映画に対する支持を取り下げた。またビデオ化もDVD化もアメリカでは公式にされておらず、今後もその予定は無いという。現在は統一教会所有のCATVなどで放映されているほか、YouTubeなどの動画投稿サイトでも閲覧可能である。

## 映画製作の発端
統一教会の教祖である文鮮明が、神から映画制作の啓示を受けたとして、弟子であり統一教会初期の祝福家庭12双の一人であり世界日報などを発行する日本人実業家である石井光治に、映画制作に投資するように指示した。当初はイエス・キリストの生涯を映画にする意向であったが、結局彼らはダグラス・マッカーサーが神の啓示を受けて仁川上陸作戦を決行したとする映画を制作費を折半して製作することになった。なお、本作は文鮮明が企画した、総製作費10億ドル、全15作からなる超大作映画「神の真理シリーズ」の第1作目として位置づけられていた。

## 映画制作の現場
映画の監督は『007 サンダーボール作戦』を手がけたイギリス人のテレンス・ヤングとするなどアメリカ側に任された。しかし撮影期間が5年と長期化したのは、映画に関しては素人である当時の国際勝共連合会長であった石井光治が制作の指揮を取ったことをはじめ、様々なトラブルに見舞われたからである。まずセットとして作られた灯台が台風で倒壊し、再度作り直さねばならなかったうえに、国連軍の仁川上陸作戦のシーンでは通訳ミスから上陸用舟艇が反対側の方向へ突進するなどのミスにより最初から撮り直したり（ここで200万ドルかかった）、マッカーサーが群集の歓呼を受ける場面は不手際のため3度撮り直した（300万ドル）などである。また、スポンサーが統一教会だと知ったスタッフやキャストの間から「ギャラが本当に支払われるのか」と不安の声が上がり現場の士気が低下。不安を払拭するためにギャラは現金で支払われることになった。特にローレンス・オリヴィエはスポンサーへの不信感を隠さず、契約期間が超過すると追加のギャラを一週間ごとに現金で支払うよう要求した。このようなトラブルの頻発と、その対応の不手際ぶりやスケジュール管理の杜撰さなどが撮影の長期化につながり、契約期間が大幅に超過したため彼らに支払われるギャラの総額も雪だるま式に膨れ上がった。

## 映画の評判
カンヌ国際映画祭には3時間を超える作品を140分バージョンにして公開されたが評判も散々で、映画会社はアメリカでの上映に際し、105分のバージョンを公開した。チケットに賞金一億円の宝くじまでつけたが、不入りのためすぐに公開が打ち切られた。結果として200万ドル以上の収益はあげられず、「世界最悪の赤字を作った映画」や「最も多くの制作費がかかったB級映画」という不名誉な称号を得た。この惨憺たる興行結果を受けて、「神の真理シリーズ」は『インチョン!』一作をもって頓挫することとなった。

## 受賞歴
ゴールデンラズベリー賞
- 最低作品賞と最低監督賞、最低脚本賞、最低主演男優賞の4部門を受賞、最低助演男優賞にもノミネート。

## スタッフ
- 監督：テレンス・ヤング
- 脚本：ロビン・ムーア
- 撮影：ブルース・サーティース
- 音楽：ジェリー・ゴールドスミス

## キャスト
- ダグラス・マッカーサー元帥:ローレンス・オリヴィエ
- フランク・ハルスワース少佐：ベン・ギャザラ
- 斉藤：三船敏郎
- バーバラ・ハルスワース：ジャクリーン・ビセット
- オーガスタス・ヘンダースン軍曹：リチャード・ラウンドトゥリー
- デヴィッド･フェルド･パーク：デヴィッド・ジャンセン